# SD Ponferradina
SD Ponferradina (Sociedad Deportiva Ponferradina, S.A.D.) – hiszpański klub piłkarski z siedzibą w Ponferradzie. Założony w 1922 roku. Aktualnie zespół gra w Primera Federación. Mecze domowe rozgrywa na Estadio El Toralín.

## Aktualny skład
| Nr | Poz. | Piłkarz            |
| -- | ---- | ------------------ |
| 1  | BR   | Diego Garcia       |
| 2  | OB   | Javier Carpio      |
| 3  | OB   | Julen Castañeda    |
| 4  | OB   | Lucas Domínguez    |
| 5  | OB   | Miquel Robusté     |
| 6  | PO   | Mario Paglialunga  |
| 7  | NA   | Cristian Fernández |
| 8  | PO   | José Manuel Rueda  |
| 9  | NA   | Jesús Berrocal     |
| 10 | NA   | Yuri               |
| 11 | NA   | Rubén Sobrino      |
| 13 | BR   | Francisco Prieto   |

| Nr | Poz. | Piłkarz         |
| -- | ---- | --------------- |
| 14 | PO   | Jonathan Ruiz   |
| 15 | OB   | Alan Baró       |
| 16 | PO   | Acorán          |
| 17 | PO   | Andy            |
| 19 | PO   | Tete            |
| 20 | OB   | Óscar Ramírez   |
| 21 | NA   | Pablo Infante   |
| 22 | PO   | Alberto Aguilar |
| 24 | OB   | Samuel Camille  |
| 25 | BR   | Dinu Moldovan   |
| 26 | PO   | Adán Gurdiel    |